# George Adee

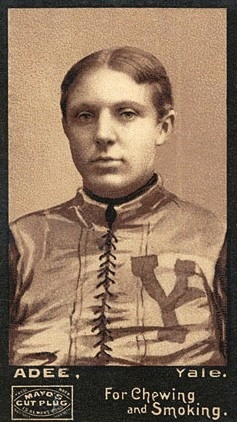
George Adee

George Townsend Adee (* 4. Januar 1874 in Stonington, Connecticut; † 31. Juli 1948 in New York) war ein US-amerikanischer American-Football-Spieler sowie Tennisspieler und -funktionär.

## Biographie
Auf dem College spielte Adee Football auf der Position des Quarterbacks. 1894 wurde er als einer von 11 Spielern in das 1894 College Football All-America Team gewählt.
Im Spanisch-Amerikanischen Krieg und im Ersten Weltkrieg diente er in der US Army.
Zwischen 1903 und 1909 nahm er sechs Mal an den amerikanischen Meisterschaften im Tenniseinzel teil. Von 1916 bis 1919 war er der fünfte Präsident der „United States Tennis Association“ (USTA), also des nationalen Tennisverbands der USA. Er war ebenso Mitglied im Davis-Cup- und Amateur-Komitee. 1964 erfolgte posthum die Aufnahme in die International Tennis Hall of Fame für seine Leistungen als Funktionär im Tennissport.